# Induktionsproblem
Das Induktionsproblem, auch: Humesches Problem oder Hume-Problem, ist ein Grundproblem der Erkenntnistheorie. Es bezieht sich auf die Frage, ob und wann ein Schluss durch Induktion von Einzelfällen auf ein allgemeingültiges Gesetz zulässig ist. Es wurde erstmals um 1740 von David Hume angesprochen.
Obwohl das Induktionsproblem im Empirismus formuliert wurde, ist es ein Problem aller Philosophien oder Wissenschaften, die Induktionsschlüsse als Beweisverfahren zulassen. Es ist eine moderne Variante des Universalienproblems, die den vernünftigen Ordnungen des Rationalismus, aber auch den auf Messungen beruhenden Verallgemeinerungen der Naturwissenschaften, eine beobachterunabhängige Realität abspricht.

## David Hume
Das Induktionsproblem entwickelt Hume in seinem Erstlingswerk A Treatise of Human Nature (I,3,6) und in dessen Überarbeitung An Enquiry Concerning Human Understanding.
Hume stieß erstmals bei seiner Behandlung der Kausalität auf dieses Problem: Wenn ausgehend von beobachteten Ursache-Folge-Beziehungen konstante Ursache-Wirkungs-Verhältnisse angenommen und diese Annahmen als Wissen bezeichnet werden, so beruht dies nach seiner Auffassung auf 'principles' der menschlichen Natur, denen unser Denken folgt, und nicht auf einem Sachverhalt in der Welt. Unser Urteil folgt der Assoziation der Eindrücke, so wie sie unser Verstand aufnimmt und verarbeitet, nicht den Tatsachen in der Welt. Wir halten Ereignisse für Ursachen und Wirkungen, wenn wir sie wiederholt aufeinander folgen sehen, da wir dann automatisch glauben, diese Folge sei auch in Zukunft so zu erwarten.

„Daher ist es unmöglich, daß irgendwelche Begründungen durch Erfahrung (arguments from experience) diese Ähnlichkeit der Vergangenheit mit der Zukunft belegen können, denn all diese Begründungen beruhen ja auf der Voraussetzung (supposition) dieser Ähnlichkeit.“

Ein Vorgang folge zwar dem anderen; sie seien jedoch nur verbunden (conjoined) doch nicht verknüpft (connected). Die naturnotwendige Annahme, dass ein bestimmtes Ereignis ein ganz bestimmtes folgendes Ereignis bewirke, ist also nach Hume eine Aussage über Zusammenhänge, die lediglich den 'principles' der menschlichen Natur entsprechen.
Menschliche Erkenntnis wird entweder intuitiv gewonnen (dass ein Junggeselle unverheiratet ist, folgt aus dem Wortgebrauch), oder deduktiv (durch Schlussfolgerungen, wie ‚Alle Menschen sind sterblich‘. Sokrates ist ein Mensch. Also ist Sokrates sterblich) oder empirisch (durch Wahrnehmung von Wiederholungen, z. B. dass die Sonne jeden Morgen aufgeht).
Die Induktion wird als eine prinzipielle Begründungsmethode aufgefasst, die in ihrer Begründungsleistung allgemeine Gültigkeit beansprucht. Notwendige Voraussetzung für diese Methode ist die Annahme, dass sich etwas in der Zukunft so verhalten wird wie in der Vergangenheit. Damit das Induktionsprinzip zu Recht allgemeine Gültigkeit beanspruchen kann, muss es unmöglich sein, dass diese Voraussetzung nicht zutrifft (Satz vom ausgeschlossenen Widerspruch). Die gegenteilige Annahme dieser Voraussetzung, dass die Zukunft der Vergangenheit nicht gleich sei, birgt jedoch keinen Widerspruch in sich. Sie trifft also ebenfalls zu und ist durchaus vorstellbar. Wenn aber beide Annahmen gleichermaßen möglich sind, kann die Voraussetzung, Ereignisse seien voraussehbar, unmöglich notwendig oder allgemein sein. Deshalb ist der Anspruch der Induktionsmethode auf eine allgemeingültige Begründungsleistung notwendig falsch.
Die Erkenntnisart des „moral reasoning“ bezieht sich auf Tatsachen und Erfahrung. Jede Erkenntnis dieser Art beruht auf dem Prinzip von Ursache und Wirkung. Doch die Verbindung von Ursache und Wirkung setzt voraus, dass dies auch in Zukunft gelten wird. Was bewiesen werden soll, wird vorausgesetzt, wodurch diese Erkenntnisart ausscheidet.
Somit hat Hume gezeigt, dass es in seinem Modell menschlicher Erkenntnis keine Schlussregel gibt, die die Induktion rechtfertigt. Der Mensch komme nicht aus logischen Denkoperationen, sondern aus Gewohnheit dazu, aus den bisherigen Erfahrungen auf die Zukunft zu schließen.

## Immanuel Kant
Immanuel Kant schrieb Hume das Verdienst zu, ihn mit seinen skeptischen Argumenten aus dem dogmatischen Schlummer geweckt zu haben. Das erkenntnistheoretische Hauptwerk Kants, die Kritik der reinen Vernunft, behandelt die Frage, wie man trotz der von Hume aufgeworfenen Probleme zu sicherem Wissen gelangen kann. Dass solches Wissen möglich und in einigen Wissenschaften – etwa der Physik oder der Mathematik – tatsächlich vorhanden ist, stand für Kant außer Frage (vgl. Immanuel Kant: AA III, 36–39). Kants Ansatz versucht dies durch eine Theorie zu erklären, die Elemente der widerstreitenden erkenntnistheoretischen Richtungen seiner Zeit vereinigt – nämlich des Rationalismus in der Tradition von Leibniz und Christian Wolff und des Empirismus in der von John Locke und Isaac Newton.
Kant unterscheidet einerseits zwischen analytischen und synthetischen Urteilen und andererseits zwischen Urteilen a priori und Urteilen a posteriori. Analytische Urteile sind sogenannte „Erläuterungsurteile“. So wird in Kants Beispiel „Alle Körper sind ausgedehnt“ nur etwas über Körper ausgesagt, was im mathematischen Begriff Körper schon enthalten ist. Mit analytischen Urteilen ist damit für Kant kein Erkenntnisgewinn verbunden. Synthetische Urteile dagegen sind „Erweiterungsurteile“, sie verknüpfen mit dem Begriff etwas, was nicht schon zuvor in ihm enthalten war, so etwa in „Alle Körper sind schwer“ – sie stellen damit, falls wahr, einen Zugewinn an Erkenntnis dar.
Urteile a priori gelten unabhängig von aller Erfahrung; Urteile, deren Gültigkeit aus der Erfahrung stammt, sind a posteriori. Man weiß, dass der Junggeselle unverheiratet ist, auch wenn man noch nie einen gesehen hat, aber das Wissen, wonach Wasser trinkbar ist, bedarf der Empirie, (Vgl. Immanuel Kant: AA III, 30)., da Trinkbarkeit eine Relation zwischen biologischen Organismen und Flüssigkeiten ist, die nur festgestellt werden kann, wenn man sowohl Flüssigkeit als auch Organismus betrachtet.
Aus den zwei Unterscheidungen ergeben sich vier mögliche Kombinationen:
1. analytische Urteile a priori, etwa Alle Körper sind ausgedehnt,
2. analytische Urteile a posteriori, entfallen, weil analytische Urteile vor Erfahrung gelten (obwohl sie aus Anlass einer Erfahrung entdeckt werden können),
3. synthetische Urteile a posteriori, etwa dieses Wasser ist trinkbar,
4. synthetische Urteile a priori, bei denen Kant sich fragt, auf welche Weise sie möglich sind.[5]

Die Frage, ob und wie erfahrungsunabhängig gültige Erweiterungsurteile möglich sind, ist die Aufgabenstellung von Kants 1781 erschienenem Werk Kritik der reinen Vernunft.
Kant bejaht die Möglichkeit synthetischer Urteile a priori. Sie sind deshalb möglich, weil unsere Erfahrung nur in bestimmten Anschauungsformen (Raum und Zeit) und unter Kategorien (insgesamt 12, darunter auch Kausalität) stattfindet. Diese Bedingungen der Möglichkeit von Erfahrung haften dann allem an, was überhaupt erfahren werden kann: Nicht die Gegenstände bestimmen die Erkenntnis, sondern die Erkenntnis bestimmt die Gegenstände. Daher sind für den Bereich möglicher Erfahrung erfahrungsunabhängige Erweiterungsurteile möglich, deren Gültigkeit nicht auf Induktion, sondern auf diskursiver Erkenntnis a priori beruht, so z. B. in einer Naturphilosophie, wie er sie in seinem Werk Metaphysische Anfangsgründe der Naturwissenschaft beschreibt.
In der empirischen Physik sind allgemeine Gesetze damit aber auch als vernunftmäßig gebildete Hypothesen möglich, die experimentell überprüft werden können. Die Bildung der allgemeinen Aussagen beruht dabei nicht auf psychologischer Assoziation, sondern auf einer vernunftmäßigen Spekulation, die mithilfe der Einbildungskraft in Vorhersagen für die Erfahrung operationalisiert werden kann. Nach Ansicht Kants ist dieses Verfahren seit Galileo Galilei in der Physik in Gebrauch, die so erst zur Wissenschaft wurde (Vgl. Immanuel Kant: AA III, 15–16).

## Klassische Position des Kritischen Rationalismus
Karl Raimund Popper (1902–1994) schließt sich Humes Ergebnis in verschiedenen Schriften (u. a. Logik der Forschung, Objektive Erkenntnis) an: Es gibt keine gültige Induktion, die zwingend von speziellen Beobachtungssätzen der Art „Dieser Schwan ist weiß“ zu der allgemeinen Aussage „Alle Schwäne sind weiß“ übergehen kann.
Die Wahrheit des Satzes „Alle Schwäne sind weiß“ kann nicht durch einzelne Beobachtungssätze des Typs „Dieser Schwan ist weiß“ bewiesen werden. Denn ein einziger beobachteter schwarzer Schwan reicht aus, um einen solchen Allsatz zu widerlegen. Es müsste also ausgeschlossen werden, dass es schwarze Schwäne überhaupt geben könnte. Zwischen Existenzsätzen („Es gibt einen weißen Schwan“), wie sie zur Beschreibung von Beobachtungen verwendet werden und den Allsätzen („Alle Schwäne sind weiß“), aus denen nach Popper wissenschaftliche Theorien bestehen, besteht hier eine Asymmetrie – Existenzsätze dagegen können als wahr erkannt werden, in dem man sie empirisch verifiziert. Für wissenschaftliche Theorien, die aus allgemeinen Aussagen bestehen, gilt das nicht: sie können nur falsifiziert werden (Falsifikationismus).
Popper formuliert daher die Schritte der wissenschaftlichen Methode so: Zunächst werden neue Hypothesen als Antworten auf Probleme aufgestellt. Dann wird versucht, diese durch Beobachtungen zu falsifizieren. Gelingt dies nicht, gibt es keine Garantie, dass es in der Zukunft nicht gelingen wird, aber die Theorie ist dadurch zumindest bereits falsifizierten Theorien überlegen.

## Neufassung und Lösungsvorschläge
Verallgemeinert wurde Humes Aussage durch den Kritischen Rationalismus (Hans Albert), gemäß welchem Letztbegründungen wegen des Münchhausen-Trilemmas prinzipiell nicht möglich sind. Jeder Beweis beruhe auf rational nicht begründbaren Vorannahmen, was jedoch für bestimmte Sonderfälle von Apel, Kuhlmann, Hösle et al. bestritten wird (reflexive Letztbegründung).
Es gibt weitere Lösungsvorschläge zum Induktionsproblem:
- Peter Frederick Strawson (1919–2006) sagt, dass die Standards des induktiven Schließens selbst das sind, was mit „Rechtfertigung“ gemeint ist.
- Richard Bevan Braithwaite nahm 1953 an, dass sich die Verlässlichkeit bestimmter induktiver Schlüsse induktiv begründen lasse, indem man eine Schlussregel verwende, „deren Verlässlichkeit durch das Argument selbst erst belegt werden solle“[8], ohne dass dies eine zirkuläre Begründung sein soll.
- Rafael Ferber sieht den außerlogischen „Rechtsgrund“ für die Vernünftigkeit von Induktionsschlüssen in einer „hypothetischen Forderung der praktischen Vernunft“: Das Induktionsprinzip sei „eine natürliche und berechtigte Forderung der praktischen Vernunft“. Ein Induktionsverbot „käme einer Aufforderung zum Selbstmord gleich.“[9]
- Hans Reichenbach (1891–1953) argumentierte, Hume habe darin recht, dass man nicht die Verlässlichkeit des induktiven Schließens zirkelfrei demonstrieren könne, wohl aber, dass induktives Schließen das beste ist, was wir tun können, um Voraussagen über zukünftige Ereignisse und Ereignishäufigkeiten zu machen[10]. Reichenbachs Ansatz wurde von Gerhard Schurz zu einer Rechtfertigung der Optimalität der Meta-Induktion[11] (des induktiven Schließens angewandt auf die Erfolgsbilanzen konkurrierender Voraussagemethoden) auf streng mathematischer Grundlage ausgebaut[12].

## Nachweise
1. ↑  David Hume: Eine Untersuchung über den menschlichen Verstand. Frankfurt am Main 2007, S. 59.
2. ↑  Immanuel Kant, Gesammelte Schriften. Hrsg.: Bd. 1–22 Preussische Akademie der Wissenschaften, Bd. 23 Deutsche Akademie der Wissenschaften zu Berlin, ab Bd. 24 Akademie der Wissenschaften zu Göttingen, Berlin 1900ff., AA III, 36–39 / KrV B 14-19, Faksimile
3. ↑  Immanuel Kant, Gesammelte Schriften. Hrsg.: Bd. 1–22 Preussische Akademie der Wissenschaften, Bd. 23 Deutsche Akademie der Wissenschaften zu Berlin, ab Bd. 24 Akademie der Wissenschaften zu Göttingen, Berlin 1900ff., AA III, 30 / KrV A8/B6, Faksimile
4. ↑  Hans Michael Baumgartner: Kants „Kritik der reinen Vernunft“ Anleitung zur Lektüre. Verlag Karl Alber, Freiburg i. Br. / München 1996, ISBN 3-495-47638-5, S. 30–34.
5. ↑  http://www.textlog.de/32742.html
6. ↑  Immanuel Kant, Gesammelte Schriften. Hrsg.: Bd. 1–22 Preussische Akademie der Wissenschaften, Bd. 23 Deutsche Akademie der Wissenschaften zu Berlin, ab Bd. 24 Akademie der Wissenschaften zu Göttingen, Berlin 1900ff., AA III, 15–16 / KrVB xiii-xiv, Faksimile
7. ↑  Chalmers, Alan F., Wege der Wissenschaft, 50-62.
8. ↑  Torsten Wilholt: Induktion. In: Jordan/Nimtz (Hrsg.): Lexikon Philosophie. Hundert Grundbegriffe. Reclam, Stuttgart 2009, S. 139/141.
9. ↑  Rafael Ferber: Philosophische Grundbegriffe. 6. Auflage. C.H. Beck, München 1999, S. 69, 73, 71.
10. ↑  Hans Reichenbach: The Theory of Probability. University of California Press, Berkeley 1949, S. sec.91.
11. ↑  Gerhard Schurz: Hume's problem Solved: The Optimality of Meta-Induction. MIT Press, Cambridge/MA 2019, ISBN 978-0-262-03972-7.
12. ↑  Leah Henderson: The Problem of Induction. In: Stanford Encyclopedia of Philosophy (Summer 2018 Edition). Ed Zalta, 2018, abgerufen am 3. Juli 2019 (englisch).